# Bort-l'Étang

Bort-l'Étang este o comună în departamentul Puy-de-Dôme, Franța. În 1 ianuarie 2022 avea o populație de 724 de locuitori.